# Hongxiaxiang (ort i Kina, Jiangxi Sheng, lat 29,63, long 115,45)
Hongxiaxiang är en ort i Kina. Den ligger i provinsen Jiangxi, i den sydöstra delen av landet, omkring 110 kilometer norr om provinshuvudstaden Nanchang. Antalet invånare är 10 525. Befolkningen består av 5 632 kvinnor och 4 893 män. Barn under 15 år utgör 24,0 %, vuxna 15-64 år 66 %, och äldre över 65 år 9,0 %.
Runt Hongxiaxiang är det tätbefolkat, med 286 invånare per kvadratkilometer. Närmaste större samhälle är Fenglin, 15,4 km norr om Hongxiaxiang. I omgivningarna runt Hongxiaxiang växer i huvudsak blandskog.
Genomsnittlig årsnederbörd är 2 084 millimeter. Den regnigaste månaden är maj, med i genomsnitt 332 mm nederbörd, och den torraste är januari, med 56 mm nederbörd.